# اچ‌ام‌اس کلیو (۱۹۰۳)
اچ‌ام‌اس کلیو (۱۹۰۳) (به انگلیسی: HMS Clio (1903)) یک کشتی بود که طول آن ۱۸۵ فوت (۵۶٫۴ متر) بود. این کشتی در سال ۱۹۰۳ ساخته شد.